# Ricardo Lazbal

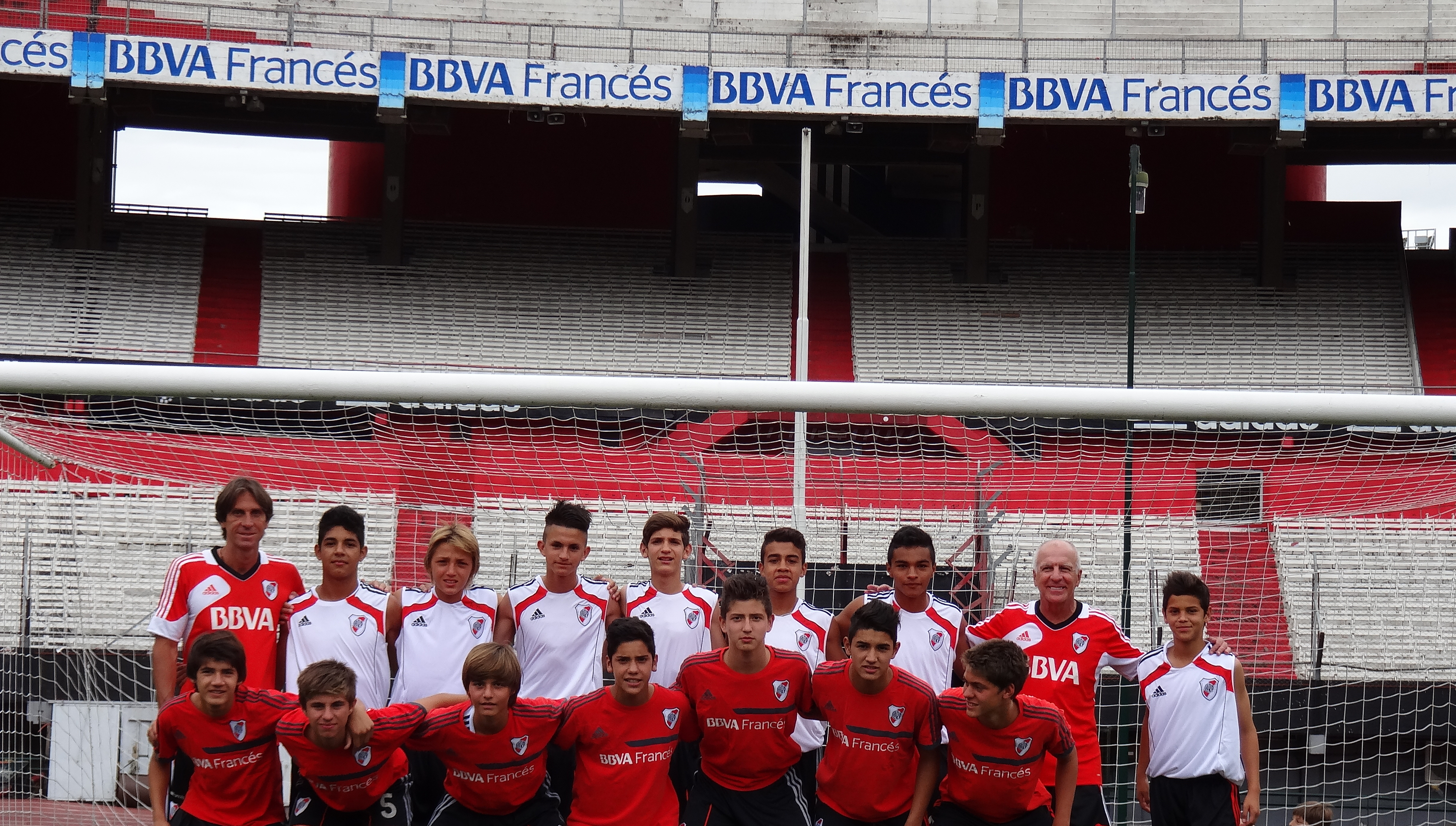

Ricardo Osvaldo Lazbal (Buenos Aires, Argentina, 21 de febrero de 1957) es un exfutbolista argentino que se desempeñaba como delantero y luego como director técnico de futbol juvenil con diploma de la Federación Francesa de Fútbol y por la Asociación del Fútbol Argentino.

## Clubes

### Como jugador
| Club                           | País      | Año       |
| ------------------------------ | --------- | --------- |
| River Plate                    | Argentina | 1976      |
| Ingénio Ledesma                | Argentina | 1976      |
| Gimnasia y Esgrima de La Plata | Argentina | 1977      |
| Palestino                      | Chile     | 1978-1979 |
| All Boys                       | Argentina | 1980      |
| San Lorenzo                    | Argentina | 1980      |
| Loma Negra                     | Argentina | 1981-1983 |
| Gimnasia y Esgrima (Mendoza)   | Argentina | 1984      |
| Belgrano San Nicolás           | Argentina | 1985      |
| Le Puy                         | Francia   | 1985-1986 |
| Roanne                         | Francia   | 1986-1987 |
| Moutiers                       | Francia   | 1987-1989 |
| Montmorillon                   | Francia   | 1989-1991 |

### Como entrenador

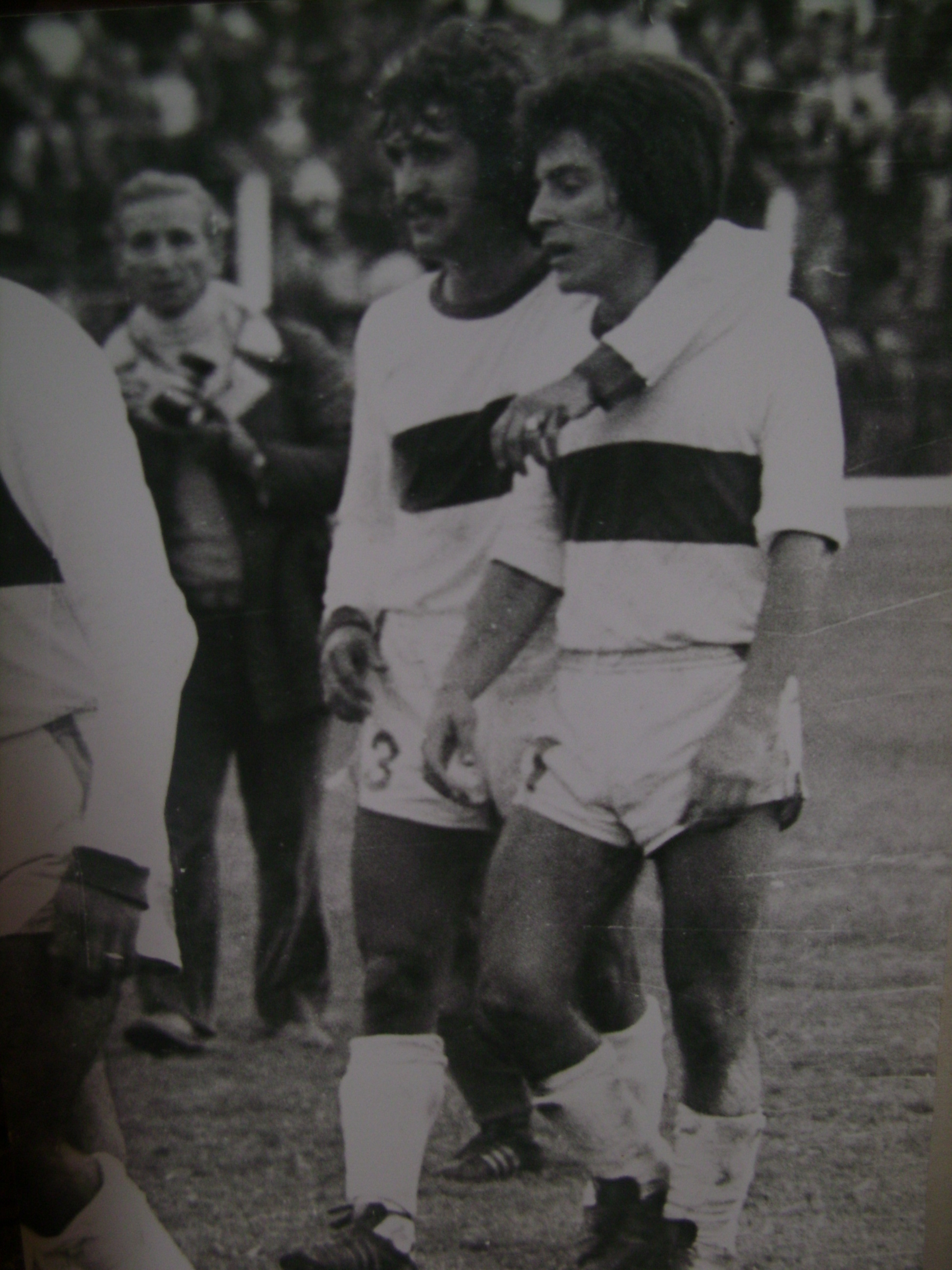

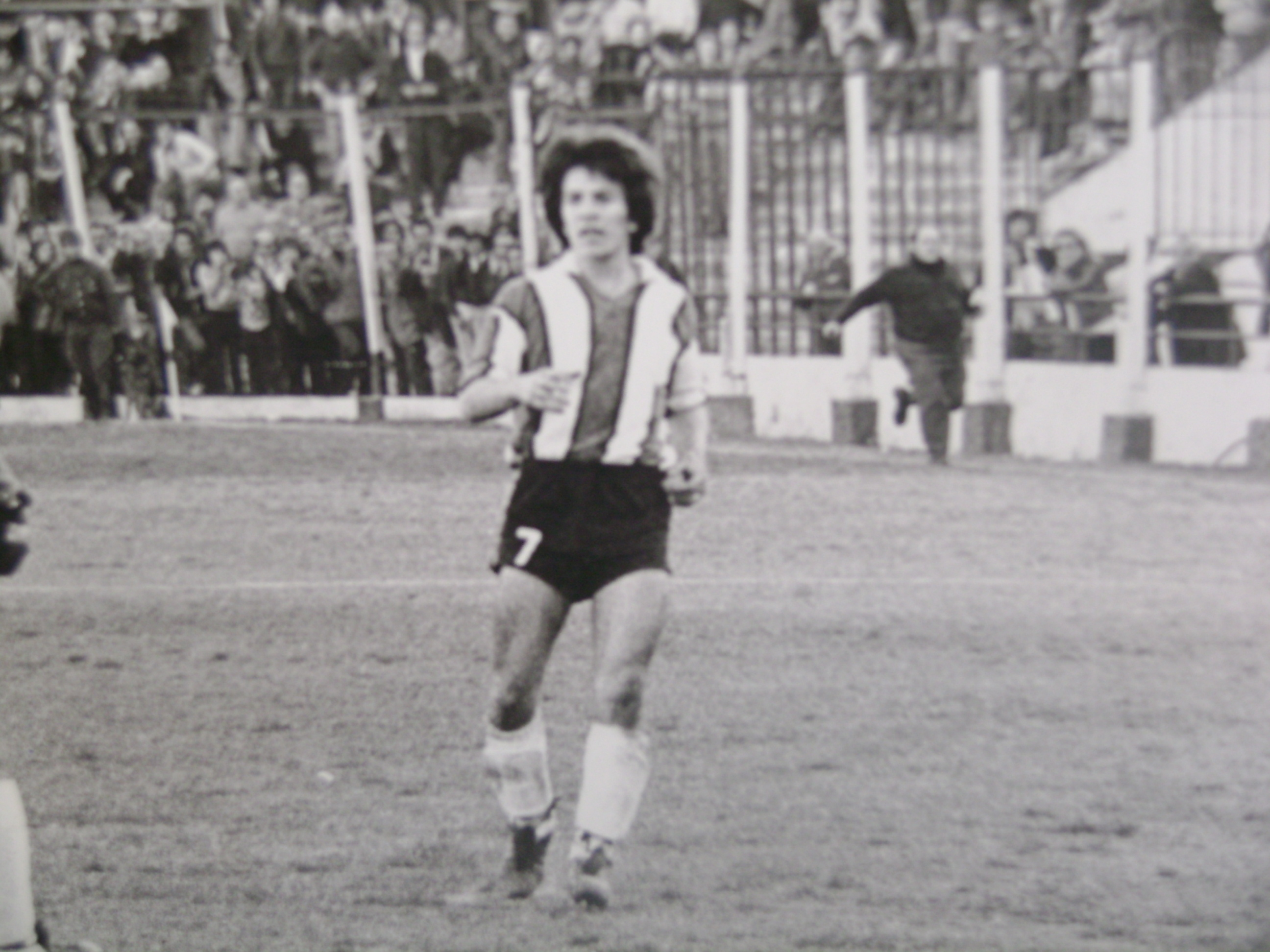

| Club                            | País      | Año       |
| ------------------------------- | --------- | --------- |
| River Plate (inferiores)        | Argentina | 1999-2005 |
| Quilmes (inferiores)            | Argentina | 2006      |
| Chacarita Juniors (inferiores)  | Argentina | 2007-2009 |
| River Plate (inferiores)        | Argentina | 2010-2015 |
| Germinal de Rawson (inferiores) | Argentina | 2016      |
| Uthgra Bariloche (inferiores)   | Argentina | 2017      |
| San Lorenzo (inferiores)        | Argentina | 2018      |